# Seize the Day
Seize the Day – drugi album studyjny irlandzkiego wokalisty Damiena Dempseya z roku 2003.

## Lista utworów
1. "Negative Vibes" – 4:44
2. "Ghosts of Overdoses" – 4:41
3. "It's All Good" – 4:21
4. "Factories" – 5:17
5. "Jar Song" – 5:03
6. "Celtic Tiger" – 5:13
7. "Apple of My Eye" – 3:43
8. "Industrial School" – 5:27
9. "Great Gaels of Ireland" – 5:21
10. "Marching Season Siege" – 3:24
11. "Seize the Day"  – 4:12